# Dante Pagnottini
Dante Pagnottini (Orvieto, 13 dicembre 1896 – Birgot, 24 aprile 1936) è stato un militare italiano, insignito della medaglia d'oro al valor militare alla memoria nel corso della guerra d'Etiopia.

## Biografia
Nacque a Orvieto il 13 dicembre 1896, figlio di Luigi e Maria Pacifici. 
Arruolato nel Regio Esercito prese parte alla prima guerra mondiale dapprima con il grado di aspirante ufficiale di complemento nel 3º Reggimento bersaglieri e, dall’agosto 1917, con la promozione a sottotenente, nel 12º Reggimento bersaglieri. Durante il combattimento di Melette di Gallio del 4 dicembre 1917 rimase ferito da scheggia di granata ad un ginocchio, e fu fatto prigioniero di guerra da parte del nemico. Rientrato in Italia al termine del conflitto fu assegnato in servizio al 2º Reggimento bersaglieri, venendo promosso tenente in servizio permanente effettivo per merito di guerra. Dopo tre anni di aspettativa per i postumi di una ferita, faceva rientro al reggimento, e fu inviato ad Orvieto come istruttore delle reclute, e poi a Parma a frequentare il 9º Corso di perfezionamento. Nel 1926 chiese, ed ottenne, di essere trasferito in servizio al Regio corpo truppe coloniali d'Eritrea e con il III Battaglione indigeni partecipò alle operazioni militari in Migiurtinia. Divenuto capitano nell'aprile 1929, venne assegnato al III Battaglione arabo- somalo. Quando scoppiò la crisi tra il Regno d'Italia e l'Impero d'Etiopia si trovava in licenza coloniale. Richiamato in servizio d'urgenza, il 22 gennaio 1935 sbarcò a Mogadiscio e raggiunse il suo reparto.
Partecipò alle operazioni belliche durante la guerra d'Etiopia, e cadde in combattimento a Birgot il 24 aprile 1936, venendo decorato con la medaglia d'oro al valor militare alla memoria. Una via di Orvieto porta il suo nome.

### Fonti
1. 1 2 3 4 5 6 7 8 9  Combattenti Liberazione.
2. 1 2 3  Gruppo Medaglie d'Oro al Valor Militare 1965, p. 172.
3. ↑   Medaglia d'oro al valor militare Pagnottini, Dante, su quirinale.it, Quirinale. URL consultato l'11 luglio 2021.